# Cicloneurals
Els cicloneurals (Cycloneuralia) són un clade que agrupa els nematoides (Nematoida) i els escalidòfors (Scalidophora).
Morfològicament s'assemblen en què tenen el cervell envoltant la faringe, tret que els dona el nom.